# 丸山公平
丸山 公平（まるやま こうへい、1990年〈平成2年〉10月11日 - ）は、日本の元プロバスケットボール選手。鹿児島県鹿児島市出身。現役時代のポジションはポイントガード兼シューティングガード。

## 来歴
鹿児島市立吉野東中学校、鹿児島中央高等学校を経て、鹿屋体育大学を卒業後、2013年に和歌山トライアンズに入団。退団後、レノヴァ鹿児島や西宮ストークスでもプレーした。